# Villa Il Serraglio
Villa il Serraglio si trova a Siena in località Monteliscai.

## Storia e descrizione
La villa appartiene alla famiglia nobile dei conti Grisaldi del Taja ed ha l'aspetto conferitole dagli interventi otto-novecenteschi, che hanno modificato l'aspetto più antico.
L'edificio è strutturato su tre piani, senza particolari abbellimenti architettonici. Il parco all'inglese invece, realizzato nel 1848 dal conte Carlo del Taja, è tra i più interessanti della regione, e si sviluppa su un terreno in pendio. Tra le specie arboree ad alto fusto, con numerose specie esotiche quali sequoie, tuje giganti e magnolie, si percorrono sentieri sinuosi bordati da siepi di bosso e pietre calcaree allineate. Disposti in maniera apparentemente casuale, ma in verità curando molto la scenografia e l'effetto a sorpresa, si incontrano nel parco vari arredi, quali la vasca circolare con sedili ad archi e piccoli ponti, la grotta artificiale, resti di colonne con iscrizioni e un piccolo teatro di verzura.
Il teatro è formato da una platea a ferro di cavallo e una scena a pianta rettangolare con esedra. Nella platea sono disposti otto sedili di pietra, mentre il palcoscenico, più alto, ha quattro quinte e un lungo fondale ricavati nella vegetazione; davanti ad esso si trova anche una nicchia per il suggeritore. 
Sul retro della villa si trova anche un piccolo giardino all'italiana, con piante di limoni, dal quale parte un viale di cipressi decorato da statue in cotto, che conduce a una rotonda, decorata al centro da una colonna e un'agave bronzea. Su questa rotonda si affaccia il "romitorio", una copia di un convento in miniatura.